# Lorenzo live - Autobiografia di una festa
| Recensione | Giudizio |
| ---------- | -------- |
| AllMusic   |          |

Lorenzo Live - Autobiografia di una festa è l'undicesimo album di Lorenzo Cherubini, in arte Jovanotti pubblicato nel 2000.

## Tracce

### Disco 1
1. Ahahahahahah-uuh-uh
2. Un raggio di sole
3. Dal basso (ft. Michael Franti)
4. Non c'è libertà
5. Questa è la mia casa
6. Grazie!
7. Penso positivo
8. La vita nell'era spaziale
9. Dolce fare niente
10. Serenata rap
11. Stella Cometa
12. La linea d'ombra (intro)
13. Il mio nome è mai più
14. Funky beat-o
15. Rappers' delight
16. Non m'annoio

### Disco 2
1. Una tribù che balla
2. Muoviti muoviti
3. L'albero (la band)
4. La mia moto
5. Per te
6. Piove
7. Bella
8. Un giorno di sole
9. Il resto va da sé
10. L'ombelico del mondo
11. Gente della notte
12. Ciao mamma
13. Ragazzo fortunato
14. File Not Found (inedito)

## Musicisti
- Michele Centonze - chitarre
- Giovanni Allevi - tastiere
- Ernesttico Rodriguez - percussioni
- Saturnino Celani - basso
- Pier Foschi - batteria
- Pape Gurioli - tastiere
- Marco Tamburini - tromba
- DJ Aladyn - giradischi
- Gianluca Nafta Camporesi - computer